# Список Орвелла
Спи́сок О́рвелла (англ. Orwell's list) — перелік, складений Джорджем Орвеллом 1949 року для британських спецслужб, з іменами осіб, яких він вважав симпатиками комунізму та непридатними для роботи в Департаменті інформаційних досліджень при Форин-офісі. У список, який не обмежувався прихильниками СРСР, входили письменники, активісти, журналісти, діячі культури. Зокрема, до нього Орвелл вніс Чарлі Чапліна та антисталінського марксиста Ісаака Дойчера.
У примітках до імен Орвелл на свій розсуд включав різного роду специфічні характеристики. Приміром, про Стівена Спендера Орвелл писав, що той має «схильність до гомосексуальності» (яка тоді була криміналізована). Також Орвелл окремо вирізняв єврейських осіб: біля деяких імен стояли позначки на кшталт «польський єврей», «англійський єврей» тощо.
Публікація списку 2003 року викликала жваву дискусію про природу антикомунізму Орвелла, межі особистої відповідальності та моральні дилеми співпраці з державними органами. Критики вбачають у цьому акті зраду принципам свободи слова, апологети — логічне продовження боротьби Орвелла з тоталітаризмом.

## Історія виникнення
Селія Кірван (англ. Celia Kirwan), співробітниця Департаменту інформаційних досліджень, що була помічником Роберта Конквеста, в березні 1949 року відвідала Орвелла в санаторії, де він проходив лікування від туберкульозу. Орвелл записав імена особистостей, яких він підозрював у симпатіях до комунізму (і, таким чином, непридатних бути авторами для Департаменту), і вклав список у лист до Кірван. Умовою передачі списку до Департаменту Орвелл поставив дотримання абсолютної секретності і зажадав повернути йому оригінал.
На той час при владі у Великій Британії була Лейбористська партія (прихильником лівого крила якої був Орвелл). 

### Нотатник
В особистий нотатник, який Орвелл вів з середини 1940-х років, записував мінідосьє на осіб, які симпатизують комуністичній ідеології.
У 1947 році Орвелл так прокоментував діяльність «криптокомуністів» у виданні «New Leader»:

Найважливіше, що потрібно зробити щодо цих людей — і це дуже складно, маючи невиразні докази — розділити їх за принципом, хто з них щирий, а хто — ні. Так, наприклад, ціла група депутатів в британському Парламенті (Притт, Цілліакус тощо), в цілому називається «прихованими». Вони без сумніву принесли велику шкоду, особливо в спотворенні громадської думки в частині маріонеткової природи режимів Східної Європи; але не потрібно поспішно припускати, що вони виражають одне і те ж думками. Можливо, деякими з них рухає не що інше, як дурість.

У записнику, що нині перебуває в архіві Орвелла в Університетському коледжі Лондона, згадуються 135 імен, включаючи письменників і політиків США. Десять імен закреслено, чи тому, що вони померли, чи Орвелл все-таки вирішив, що вони не є «криптокомуністами». Робота над списком велася докладно, так, проти прізвища Дж. Б. Прістлі була спочатку проставлена червона зірочка, пізніше перекреслена хрест-навхрест штрихуванням чорним кольором, потім це було обведено синім кружечком, і потім доданий знак питання. 99 імен із записника нині опубліковані в Повному зібранні творів Орвелла, від публікації ще 36 редактор зібрання творів утримався з побоювання судового переслідування за наклеп з боку осіб, охарактеризованих як криптокомуністи і «попутники», і їх родичів.
Записник містить стовпці з іменами, коментарями і позначками. Типові коментарі: Річард Кроссман (англ. Richard Crossman) — «Занадто нещирий, щоб бути чітко вираженим попутником», Кігслі Мартін (англ. Kingsley Martin) — «загниваючий ліберал. Дуже нещирий», Стівен Спендер (англ. Stephen Spender) — «Легко піддається впливу. Схильність до гомосексуальності».
Крім політичного спрямування, статевих пристрастей і професії Орвелл особливо відзначає у книжці расові й національні ознаки «криптокомуністів» і «попутників», а також, при необхідності, стан здоров'я: Пол Робсон (англ. Paul Robson) — «негр США»; Седрік Довер (англ. Cedric Dover) — «євроазіати»; Ісаак Дойчер (англ. Isaac Deutcher) — «польський єврей»; Том Драйберг (англ. Tom Driberg) — «англійський єврей»; Чарльз Чаплін (англ. Charles Chaplin) — «єврей?»; Коул (англ. G.D.H. Cole) — «діабетик» і т. д.
38 записів, що стосуються британців, з блокнота перейшли в «Список Орвелла».

## Відгуки
Список був офіційно опублікований в 2003 році, а британська преса дізналася про список на кілька років раніше, і в число відгуків увійшов заголовок на першій шпальті Daily Telegraph, коли історія розкрилася в 1998 році: «Ікона соціалізму був стукачем».

Він робив це, бо вважав Комуністичну партію тоталітарною загрозою … Він не звинувачував тих людей в підривній діяльності. Він вважав їх невідповідними для контррозвідувальних операцій.

Джон Ньюсінгер (англ. John Newsinger), британський соціаліст вважає, що це:

… Жахлива помилка з його боку, відбувається в рівній мірі від його ворожості сталінізму і його ілюзій щодо Лейбористського уряду. І тим більше, не в значній мірі, однак, причини соціалістичного характеру позначилися на перетворенні його в піхотинця холодної війни. Звичайно, Орвелл ясно показав в безлічі випадків своє неприйняття будь-якого прояву британського Маккартизму, по відношенню до будь-яких заборон і вигнання членів компартії і будь-яким згадками превентивної війни. Якби він прожив досить довго, щоб зрозуміти, для чого в дійсності призначався IRD, безсумнівно, він би з ними порвав.

## Список Орвелла

### Письменники і журналісти
- «Альфред» («Alfred»), письменник, (ім'я невідоме).
- Джон Андерсон (John Anderson), журналіст, кореспондент  The Manchester Guardian по промисловості.
- Джон Біван (John Beavan), редактор.
- Артур Калдер-Маршалл (Arthur Calder-Marshall), письменник.
- Едуард Карр, історик.
- Ісаак Дойчер, колишній троцькіст, історик, письменник, кореспондент The Economist і The Observer.
- Седрік Довер (Cedric Dover), журналіст.
- Волтер Дюранті, кореспондент The New York Times в  Москві.
- Дуглас Голдрінг (Douglas Goldring), письменник.
- «Майор Хупер» («Major Hooper»), письменник військової тематики.
- Ейлерік Джейкоб (Alaric Jacob), кореспондент Daily Express в  Москві.
- Марджорі Кон (Marjorie Kohn), журналіст.
- Стефан Літауер (Stefan Litauer), журналіст.
- Норман Маккензі (Norman Mackenzie), історик і один із засновників  SDP.
- Кінгслі Мартін (Kingsley Martin), редактор «Нового політика» (New Statesman).
- Хью Макдіармід, (Hugh McDiarmid), поет і шотландський націоналіст.
- Наомі Мітчісон, письменниця.
- Ніколас Мур (Nicholas Moore), поет.
- Айріс Морлі (Iris Morley) кореспондент The Observer в Москві.
- Р.Нойманн (R.Neumann), письменник.
- Джордж Падмор, колишній член КПСША, журналіст, учасник антиімперіалістичних кампаній.
- Ральф Паркер (Ralph Parker), журналіст «Хроніка новин» (News Chronicle).
- Джон Прістлі, письменник і драматург.
- Пітер Смолетт (Peter Smollett), журналіст Daily Express, пізніше виявлений як радянський агент «Смолка», завербований  Філбі. Смолетт очолював російську секцію в британському Міністерстві інформації.
- Маргарет Стюарт (Margaret Stewart), кореспондент «Tribune» з питань промисловості та праці.
- Александер Верт, журналіст.

### Вчені
- Гордон Чайлд, археолог.
- Джон Макмюррей (John Macmurray), філософ.
- Патрік Блекетт, фізик.
- Джей Джі Краутер (J. G. Crowther), перший науковий кореспондент в The Guardian.
- Тібор Менде (Tibor Mende), аналітик із закордонних справ.

### Актори
- Майкл Редгрейв.
- Чарльз Чаплін.

### Політики—лейбористи
- Том Дріберг (Tom Driberg), член парламенту.

### Інші
- Джозеф Маклеод (Joseph McLeod).
- П. О'Доннел (Peadar O'Donnell), ірландський соціаліст.
- Преподобний Леонард Шифф (Leonard Schiff), священик.
- Едгар Янг, командир ВМС.

## Наслідки
Список був переданий в MI5, а потім в ФБР.
Чарлі Чапліну в 1952 році було відмовлено у в'їзді в США, вважають, що підставою була його присутність у списку. Однак, судячи з документів, MI-5 не передала в ФБР хоч трохи компрометуючих матеріалів на Чапліна. Проте, відкритим залишається питання, чи був переданий цей список в саму MI-5.

## Цікаві факти
Актор Майкл Редгрейв, згаданий у списку, зіграв в 1956 році головну роль в  екранізації роману «1984».